# Faces do Subúrbio
Faces do Subúrbio é um grupo de rap brasileiro, formado em 1992 no Recife, que faz parte do movimento Manguebeat.
Com a mistura de hip-hop, embolada (ritmo tradicional do Recife), e repente, o grupo foi indicado ao Grammy Latino em 2001. Os integrantes do grupo são engajados em projetos sociais e costumam dar aulas de dança a música para crianças carentes.

## Biografia
A banda iniciou suas atividades em 1992. Inspirados em rappers brasileiros (como Thaíde & DJ Hum) e em bandas que misturavam o estilo ao rock (como os americanos do Body Count), os dançarinos de break "Tiger" e "Zé Brown" começaram a se apresentar, algumas vezes em festivais como o Abril Pro Rock.
No ano de 1996, eles incorporaram instrumentos musicais às suas apresentações e foi então formada o Faces do Subúrbio.
No ano seguinte, o grupo lançou o primeiro disco, Faces do Subúrbio, uma produção independente custeada pelo governo de Pernambuco através de uma lei de incentivo à cultura do Estado. Este trabalho chamou a atenção do selo MZA, que os contratou e relançou o álbum em 1998, com nova capa e mais faixas.
Em 2000, investindo mais ainda nos ritmos nordestinos, o grupo lançou Como É Triste de Olhar, seu segundo álbum de inéditas. No ano seguinte, este álbum foi indicado para o Grammy Latino na categoria "Melhor Álbum de Rap".
Em 2005, a banda se apresentou na França, na programação do "Ano do Brasil na França", no Carreau du Temple.

## Integrantes

### Formação original
- Zé Brown - vocais
- Samiel Negão- vocais
- Ony - guitarra e viola
- Felipe Perez- baixo
- Macaxinhz - bateria
- DJ Beto - pick ups

### Formação atual
- Zé Brown - vocais e pandeiro
- Tiger - vocais e pandeiro
- Ony - guitarra e viola
- Eduardo Slap - baixo
- Perna - bateria
- DJ Beto - pick up

## Discografia

### Álbuns de estúdio
| Ano  | Álbum                    | Selo          | Info                                                               | Formato |
| ---- | ------------------------ | ------------- | ------------------------------------------------------------------ | ------- |
| 1997 | "Faces do Subúrbio"      | Independente  |                                                                    | CD      |
| 1998 | "Faces do Subúrbio"      | MZA Universal | Relançamento do álbum, com novo selo, e mais algumas faixas bônus. | CD      |
| 2000 | "Como É Triste de Olhar" | MZA Universal |                                                                    | CD      |
| 2005 | "Perito em Rima"         | MZA Universal |                                                                    | CD      |

### Participação em outros álbuns
- 1999 - Participação na faixa "Piercing", do álbum Vô Imbolá, de Zeca Baleiro[7]

## Prêmios e indicações
| Ano  | Prêmio        | Categoria           | Indicação              | Resultado | Ref.  |
| ---- | ------------- | ------------------- | ---------------------- | --------- | ----- |
| 2001 | Grammy Latino | Melhor Álbum de Rap | Como É Triste de Olhar | Indicado  | [ 5 ] |